# Андреев, Михаил Андреевич (государственный деятель)
Михаил Андреевич Андреев (17 мая 1908, Ойкас-Асламасы, Ядринский уезд, Казанская губерния — 4 декабря 1977, Чебоксары, СССР) — советский государственный деятель, кандидат экономических наук (1952). Директор Научно-исследовательского института языка, литературы, истории и экономики при Совете министров Чувашской АССР (1956—1963).

## Биография
Родился в деревне Ойкас-Асламасы Ядринского уезда.
В 1930 году окончил Восточный педагогический институт в Казани. С 1930 по 1939 работал в органах народного образования и печати Чувашской АССР. C 1939 по 1941 год заведовал отделом республиканской газеты «Красная Чувашия», работал вторым секретарём Чебоксарского горкома ВКП(б). С началом Великой Отечественной войны по партмобилизации направлен на Западный фронт, служил комиссаром штаба стрелковой бригады. Был тяжело ранен и демобилизован из армии в августе 1942 года.
В дальнейшем был избран секретарём Чувашского обкома ВКП(б). В 1948 году окончил Высшую партийную школу при ЦК ВКП(б). С июля 1950 года по сентябрь 1956 года значился заместителем председателя Совета министров Чувашской АССР. В 1951 году окончил аспирантуру Института экономики АН СССР.
С 1956 по 1963 год — директор НИИ ЯЛИЭ при Совете министров Чувашской АССР. С 1963 по 1977 доцент кафедры политэкономии Чувашского государственного педагогического института. Является автором свыше 40 научных работ, в том числе монографии.
Умер в 1977 году, похоронен в кладбище № 1 города Чебоксары.

## Семья
Сын — Андреев Александр Михайлович (р. 1 апреля 1949, Чебоксары) — доктор технических наук (2001), профессор (2003).

## Награды
- Орден Трудового Красного Знамени
- Орден Отечественной войны II степени
- Орден «Знак Почёта»,
- медали.